# Ascarophis parupenei
Ascarophis parupenei is een rondwormensoort uit de familie van de Cystidicolidae. De wetenschappelijke naam van de soort is voor het eerst geldig gepubliceerd in 1988 door Moravec, Orecchia & Paggi.